# Метаксургіо
37°04′ пн. ш. 22°26′ сх. д. / 37.067° пн. ш. 22.433° сх. д.
Метаксургіо (грец. Μεταξουργείο) — район Афін, розташований на північний захід від історичного центру міста. Метаксургіо межує із районами Академія Платона, Колонос, Омонія, Елеонас та Керамікос. Район простягається на північ від площі Караїскакіса (грец. πλατεία Καραϊσκάκη) до вулиці Святого Костянтина (грец. οδοσ Αγίου Κωνσταντίνου).
Свою назву район здобув за шовкопрядильними фабриками, об'єднаними від назвою «Σηρική Εταιρεία της Ελλάδος Αθανάσιος Δουρούτης & Σία», які працювали на території Метаксургіо в 19 столітті.
Метаксургіо був одним з бідних, не надто привабливих районів міста, проте наприкінці 20 століття  здобув собі репутацію одного з культурних центрів столиці Греції завдяки відкриттю кількох мистецьких галерей, театрів, сучасних фешенебельних готелів, ресторанів тощо. Крім того влада муніципалітету розгорнула програму реконструкції площ Метаксургіо.
Район обслуговує станція Афінського метрополітену «Метаксургіо».